# خینی
خینی (به چکی: Chýně) یک منطقهٔ مسکونی در جمهوری چک است که در ناحیه پراگ-غرب واقع شده‌است. خینی ۴٫۹۹ کیلومتر مربع مساحت و ۱٬۷۸۴ نفر جمعیت دارد و ۳۷۰ متر بالاتر از سطح دریا واقع شده‌است.